# Michał Wiszniewski
Michał Wiszniewski (ur. 27 września 1794 w Firlejowie k. Rohatyna, zm. 22 grudnia 1865 w Nicei) – polski filozof, psycholog oraz historyk literatury.

## Życiorys
Michał Wiszniewski urodził się w polskiej rodzinie szlacheckiej Wiszniewskich herbu Prus I. Był synem Aleksandra i Marianny Borzek.
Ukończył Liceum Krzemienieckie, w którym przez pewien czas był także profesorem. W 1831 został profesorem Uniwersytetu Jagiellońskiego. W 1832 został uhonorowany godnością doktora honoris causa Uniwersytetu Jagiellońskiego. Brał udział w rewolucji krakowskiej 1846. Według Adama A.Kosińskiego, był  prezesem rządu rewolucyjnego.
W 1848 opuścił Polskę i udał się na emigrację do Włoch, gdzie m.in. prowadził interesy finansowo- giełdowe w Turynie i Genui. W 1859 dzięki różnym koneksjom i przyjaźni z ministrem i premierem Camillo Cavourem otrzymał tytuł książęcy – przedstawił wywód genealogiczny jakoby pochodził od książąt pruskich, co jest tylko elementem legendy herbowej rodu Prus a nie ma podstaw heraldycznych. Tytuł książęcy na Królestwo Szwecji zatwierdził król Oskar II, „zaszczycający swemi względami Michała”.
W działalności naukowej zajmował się głównie historią literatury i psychologią. Był autorem pionierskiej pracy Charaktery rozumów ludzkich, która uznawana jest za pierwszą polską pracę z dziedziny psychologii.
Pod koniec życia na skutek złych inwestycji giełdowych stracił majątek. Zmarł w niedostatku w Nicei.
Michał Wiszniewski był żonaty z Elżbietą z Lisieckich. Z tego związku czworo dzieci:
- Ludwika (ur. 1820)
- Maria (ur. 1824)
- Adam (ur. 1826) – książę, tytuł książęcy potwierdził król Wiktor Emanuel II w 1861, członek towarzystw naukowych włoskich, francuskich i angielskich.
- Michalina (1828–1836)

## Twórczość
- Bacona metoda tłumaczenia natury (1834)[4]
- Charaktery rozumów ludzkich (1837, Engl. edition 1953 )[5]
- O rozumie ludzkim (1848)[6]
- Historia literatury polskiej (tom 1–10, 1840–1857)[7].